# Gilson Varela
Gilson Monteiro Varela da Silva (Praia, 15 novembre 1986) è un calciatore capoverdiano, attaccante del Béroche-Gorgier.

## Carriera

### Club
Cominciò la sua carriera in Spagna con la maglia del Tyde.
Tra il 2012 e il 2018 giocò nelle serie inferiori portoghesi, vestendo la maglia di Vianense, Águias Moradal, Vitória Sernache, União de Montemor, Casa Pia, Oriental Lisbona, di nuovo Casa Pia, Benfica e C.B., Pinhalnovense ed Espinho.
Per la stagione 2018-2019 giocò per l'Etăr in Bulgaria.
Dalla stagione successiva tornò in Portogallo, giocando di nuovo per il Benfica Castelo. Nel 2020 ebbe una parentesi a Singapore col Geylang International, ma tornò presto in Portogallo per giocare con il São João de Ver. Nel 2021 è passato all'União Santarém.

### Nazionale
Il 16 ottobre 2018 ha giocato una partita in nazionale contro la Tanzania: la gara era valida per le qualificazioni alla Coppa delle nazioni africane 2019.

## Statistiche

### Cronologia presenze e reti in nazionale
| Cronologia completa delle presenze e delle reti in nazionale ― Capo Verde | Cronologia completa delle presenze e delle reti in nazionale ― Capo Verde | Cronologia completa delle presenze e delle reti in nazionale ― Capo Verde | Cronologia completa delle presenze e delle reti in nazionale ― Capo Verde | Cronologia completa delle presenze e delle reti in nazionale ― Capo Verde | Cronologia completa delle presenze e delle reti in nazionale ― Capo Verde | Cronologia completa delle presenze e delle reti in nazionale ― Capo Verde | Cronologia completa delle presenze e delle reti in nazionale ― Capo Verde |
| Data                                                                      | Città                                                                     | In casa                                                                   | Risultato                                                                 | Ospiti                                                                    | Competizione                                                              | Reti                                                                      | Note                                                                      |
| ------------------------------------------------------------------------- | ------------------------------------------------------------------------- | ------------------------------------------------------------------------- | ------------------------------------------------------------------------- | ------------------------------------------------------------------------- | ------------------------------------------------------------------------- | ------------------------------------------------------------------------- | ------------------------------------------------------------------------- |
| 16-10-2018                                                                | Dar es Salaam                                                             | Tanzania                                                                  | 2 – 0                                                                     | Capo Verde                                                                | Qual. Coppa d'Africa 2019                                                 | -                                                                         | 78’                                                                       |
| Totale                                                                    |                                                                           | Presenze                                                                  | 1                                                                         |                                                                           | Reti                                                                      | 0                                                                         |                                                                           |